# 埃爾查爾科
埃爾查爾科是哥倫比亞的城鎮，位於該國西南部，由納里尼奧省負責管轄，距離首府帕斯托465公里，始建於1886年，面積1,285平方公里，海拔高度2米，2016年人口38207。
2°28′34″N 78°07′01″W / 2.47611°N 78.1169°W